# Karl Jänecke
Karl Jänecke (* 8. April 1888 in Schönebeck bei Magdeburg; † 5. Juli 1935 in Halle) war ein deutscher Arbeiter. Jänecke wurde als ehemaliger Reichsbannerangehöriger 1934 wegen des Vorwurfes, einen SA-Angehörigen ermordet zu haben angeklagt, trotz zweifelhafter Beweislage zum Tode verurteilt und 1935 hingerichtet.

## Leben und Wirken
Jänecke wuchs in einer Arbeiterfamilie auf. Als junger Mann trat er in die Sozialdemokratische Partei ein. Ab 1914 nahm er am Ersten Weltkrieg teil, aus dem er als Invalide zurückkehrte.
Seit 1924 gehörte Jänecke dem Reichsbanner Schwarz-Rot-Gold an. Im Spielmannszug der Reichsbannerformation seiner Heimatstadt Schönebeck übernahm er die Aufgabe des Trommlers.
Kurz nach dem Machtantritt der Nationalsozialisten im Frühjahr 1933 wurde Jänecke am 3. März 1933 in eine Straßenschlacht verwickelt. Bei einem Überfall einer SA-Einheit auf einen Reichsbannerumzug kam es zu Handgreiflichkeiten mit zahlreichen Verletzten auf beiden Seiten. Ein SA-Angehöriger starb wenige Tage später an seinen bei dieser Auseinandersetzung erlittenen Verletzungen. Jänecke, der als Reichsbannerangehöriger an dem Umzug teilgenommen hatte, wurde am 4. März 1933 aufgrund des Vorwurfes, er sei derjenige gewesen, der dem SA-Angehörigen die tödlichen Verletzungen zugefügt habe, verhaftet und in das Zuchthaus Roter Ochse in Halle eingeliefert.
Obwohl keine eindeutigen Beweise für seine Schuld vorgebracht werden konnten – die meisten Zeugenaussagen sprachen dafür, dass Jänecke sich in einer ganz anderen Stelle des Zuges befunden hatte als jener, an der der SA-Angehörige seine Verletzungen erlitten hatte, so dass er als Urheber der tödlichen Verletzungen mit großer Wahrscheinlichkeit ausschied – wurde Jänecke am 11. Dezember 1933 vom Landgericht Magdeburg zu einer fünfzehnjährigen Zuchthausstrafe verurteilt. In einem von der Staatsanwaltschaft veranlassten Revisionsverfahren verschärfte am 12. Oktober 1934 das Sondergericht Halle die Strafe und verurteilte Jänecke zum Tode. Zusätzlich verurteilte das Magdeburger Schwurgericht ihn am 4. April 1935 wegen Landesverrats zu weiteren acht Jahren Zuchthaus.
Jäneckes Hinrichtung erfolgte am 5. Juli 1935.